# Chaatl Island
Chaatl Island is een eiland in het westen van Brits-Columbia in Canada.

## Geografie
Het eiland ligt in de eilandengroep Haida Gwaii en heeft noordwest-zuidoost een lengte van ongeveer 14 kilometer. Het eiland ligt voor de noordwestkust van Moresby Island en ten zuiden van Grahameiland. Ten westen van het eiland ligt de Grote Oceaan, ten zuiden van het eiland ligt het Buch Channel. Het eiland ligt aan het westelijk uiteinde van het Skidegate Channel.
Aan de zuidkust lag vroeger de plaats Chaatl.
De wateren rond het eiland liggen in de mariene ecoregio Noord-Amerikaans Pacifisch Fjordland.